# Primera División 1934/35
De Primera División 1934/35 was de zevende uitvoering van de hoogste betaaldvoetbalafdeling in Spanje. Het seizoen begon op 2 december 1934 en eindigde op 28 april 1935. Ten opzichte van het vorig seizoen was de competitie met 2 clubs uitgebreid. Voor het eerst degradeerden twee clubs.

## Eindstand
| Positie | Club                 | Wedstrijden | Winst | Gelijk | Verlies | DV | DT | Doelsaldo | Punten |
| ------- | -------------------- | ----------- | ----- | ------ | ------- | -- | -- | --------- | ------ |
| 1       | Betis Sevilla        | 22          | 15    | 4      | 3       | 43 | 19 | 24        | 34     |
| 2       | Real Madrid          | 22          | 16    | 1      | 5       | 61 | 34 | 27        | 33     |
| 3       | Real Oviedo          | 22          | 12    | 2      | 8       | 60 | 47 | 13        | 26     |
| 4       | Athletic Bilbao      | 22          | 11    | 3      | 8       | 60 | 37 | 23        | 25     |
| 5       | FC Sevilla           | 22          | 11    | 2      | 9       | 53 | 38 | 15        | 24     |
| 6       | FC Barcelona         | 22          | 9     | 6      | 7       | 55 | 44 | 11        | 24     |
| 7       | Atlético Madrid      | 22          | 8     | 5      | 9       | 40 | 45 | -5        | 21     |
| 8       | Espanyol Barcelona   | 22          | 9     | 2      | 11      | 47 | 59 | -12       | 20     |
| 9       | Valencia CF          | 22          | 9     | 2      | 11      | 40 | 49 | -9        | 20     |
| 10      | Racing Santander     | 22          | 7     | 3      | 12      | 37 | 46 | -9        | 17     |
| 11      | Real Sociedad        | 22          | 5     | 1      | 16      | 28 | 67 | -39       | 11     |
| 12      | Arenas Club de Getxo | 22          | 3     | 3      | 16      | 17 | 56 | -39       | 9      |

| Kampioen | Gedegradeerd | DV = Doelpunten voor | DT = Doelpunten tegen |

## Topscorers
De Pichichi-trofee wordt jaarlijks uitgereikt aan de topscorer van de Primera División.
| Speler           | Goals | Club            |
| ---------------- | ----- | --------------- |
| Isidro Lángara   | 26    | Real Oviedo     |
| Julio Elícegui   | 22    | Atlético Madrid |
| Ildefonso Sañudo | 21    | Real Madrid     |
| Campanal I       | 20    | FC Sevilla      |

1929 · 1929/30 · 1930/31 · 1931/32 · 1932/33 · 1933/34 · 1934/35 · 1935/36 · 1936/37 · 1937/38 · 1938/39 · 1939/40 · 1940/41 · 1941/42 · 1942/43 · 1943/44 · 1944/45 · 1945/46 · 1946/47 · 1947/48 · 1948/49 · 1949/50 · 1950/51 · 1951/52 · 1952/53 · 1953/54 · 1954/55 · 1955/56 · 1956/57 · 1957/58 · 1958/59 · 1959/60 · 1960/61 · 1961/62 · 1962/63 · 1963/64 · 1964/65 · 1965/66 · 1966/67 · 1967/68 · 1968/69 · 1969/70 · 1970/71 · 1971/72 · 1972/73 · 1973/74 · 1974/75 · 1975/76 · 1976/77 · 1977/78 · 1978/79 · 1979/80 · 1980/81 · 1981/82 · 1982/83 · 1983/84 · 1984/85 · 1985/86 · 1986/87 · 1987/88 · 1988/89 · 1989/90 · 1990/91 · 1991/92 · 1992/93 · 1993/94 · 1994/95 · 1995/96 · 1996/97 · 1997/98 · 1998/99 · 1999/00 · 2000/01 · 2001/02 · 2002/03 · 2003/04 · 2004/05 · 2005/06 · 2006/07 · 2007/08 · 2008/09 · 2009/10 · 2010/11 · 2011/12 · 2012/13 · 2013/14 · 2014/15 · 2015/16 · 2016/17 · 2017/18 · 2018/19 · 2019/20 · 2020/21 · 2021/22 · 2022/23 · 2023/24 · 
2024/25

Europa: Champions League · Cup Winners Cup · UEFA Cup · UEFA Super Cup